# Tania Australis
Tania Australis (UMA μ / μ Ursae Majoris / Mu Ursae Majoris) è una stella nella costellazione dell'Orsa Maggiore. Ha anche i nomi tradizionali di Tania Australis, e Alkafzah Australis. Tania Borealis e Tania Australis rappresentano "il piede sinistro" dell'Orsa.
Tania Australis è una gigante rossa con una magnitudine apparente di +3,06. Si trova a circa 249 anni luce dalla Terra. È stata classificata come stella variabile e la sua luminosità varia dalla magnitudine +3,33 a +2,99.

## Caratteristiche fisiche
È una stella in fase avanzata della sua evoluzione, ha terminato l'idrogeno nel suo nucleo ed ora si sta contraendo per poi iniziare la fusione dell'elio in elementi più pesanti, tramite il processo tre alfa. Ha una massa poco più del doppio rispetto a quella del Sole ma si è già espansa enormemente e il raggio è  aumentato a 75 volte quello solare, a fronte di una bassa temperatura superficiale di soli 3900 K. La luminosità, tenendo conto della radiazione infrarossa emessa, è di oltre 1000 volte quella del Sole.

Osservazioni spettroscopiche hanno stabilito che si tratta di una stella doppia con una compagna a 1,5 UA dalla prima con un periodo di rotazione di 230 giorni.